# Narrenzunft Rottenburg

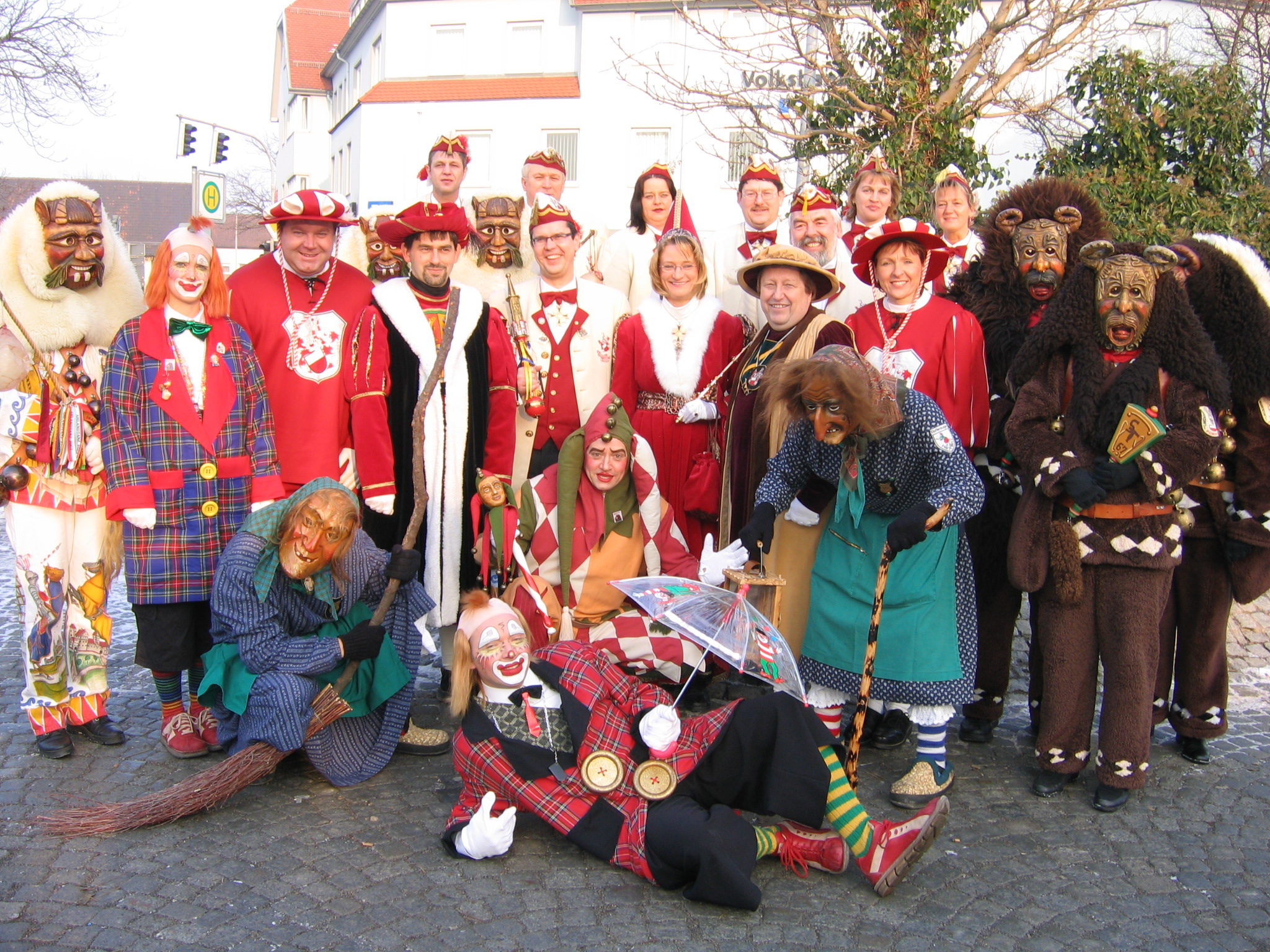
Narrenzunft-Gruppe im Jahr 2006

Die Narrenzunft Rottenburg ist ein Fastnachtsverein in der Tradition der schwäbisch-alemannischen Fasnet in Rottenburg am Neckar (Kreis Tübingen). Erste Nachweise der Narrenzunft sind aus dem Jahr 1925 zu finden (Älteste Narrenzunft im Landkreis Tübingen). Die Zunft ist seit 1929 Mitglied in der Vereinigung Schwäbisch-Alemannischer Narrenzünfte (VSAN).

## Geschichte der Rottenburger Fasnet
Nach D. Manz lässt sich eine fastnächtliche Tradition in Rottenburg bis zurück in den Anfang des 15. Jahrhunderts nachweisen, also sogar in die Zeit vor der Gräfin Mechthild, die 1452–1482 in der Stadt residierte. In den herrschaftlichen Jahresrechnungen von 1412/13 findet sich beispielsweise die Notiz: „De Bürgern zur Fasnacht, als sie Gabel hatten.“ „Gabel haben“ bedeutet aber nach K.O. Müller: „Fastnachtspossen und Tanz haben“. Man darf annehmen, dass Gräfin Mechthild (Mechthild von der Pfalz) und ihr Hofstaat die vorgefundenen Sitten und Gebräuche erweiterten und prunkvoller gestalteten. Es hat somit seine Richtigkeit, wenn man in Rottenburg von einer langen fastnächtlichen Tradition spricht. Wie in letzter Zeit bekannt wurde, soll in einem Museum in Chicago eine Schreckmaske aus dem 15. Jahrhundert sein. Für das 14. Jahrhundert fehlen die Unterlagen über die Rottenburger Fasnet, da bei den beiden Stadtbränden 1644 und 1735 jedes Mal auch das Rathaus verloren ging und viel urkundliches Material vernichtet wurde.
Die ersten Nachrichten über die Rottenburger Fasnet stammen deshalb erst aus dem Jahre 1410. Aktenvermerke besagen, wie D. Manz nachgewiesen hat: „Die Pfiffer (Stadtpfeifer) bekamen ihren Jahressold, auf Vassnacht' ausbezahlt.“ Alte Amts- und Gerichtsprotokolle von Rottenburg aus dem 16., 17. und 18. Jahrhundert berichten immer wieder von Turm- und Geldstrafen, die verhängt wurden wegen des Weißbutzenlaufens.
Anno 1616 ist aus alten Spital-Chroniken zu entnehmen:
„Verbot in Butzen- und Weißbutzengehen.“
„Es soll Kainer in Tayfels-Klaid, vor oder nach Fasten in Butzenweiß gehen, bey Straffen eines Pfund Hellers.“
Rottenburger Vogtsgerichts-Ordnung
Solche Aufzeichnungen und viele Protokolle liegen noch in alten Akten in Innsbruck und Rottenburg, die Zeugnis geben über das hohe Alter der Rottenburger Fasnet. Innsbruck deshalb, weil (das Oberamt) Rottenburg bis 1805 zu Vorderösterreich gehörte.
Im Jahre 1616 nervte ein weißgewandter Narrentyp den Rottenburgs Autoritätsträger (vermutlich war es Ur-Ahland). Im 18. Jahrhundert gab es viele zwischenzeitliche Fasnetsverbote. Gegen Ende des Jahrhunderts gab es erste Straßenfasnachten. Dem Kaiserwirt wurde am 23. Dezember 1793 gestattet, einen Faschingsball im oberen Rathaussaal abzuhalten. Von 1801 bis 1805 gab es verschiedene Faschingsbälle. Um 1835 gab es Maskenbälle des Museumsvereins. In den Jahren 1838 bis 1841 wurden die Maskenbälle im „Klösterle“ ausgetragen. 200 Mitwirkende führten 1844 auf dem Marktplatz „Die Schlacht der Krähenwinkler gegen die Ganslosen“ auf. Ein Maskenumzug schloss sich an und im „Waldhorn“ fand ein „Krähenwinkler-Ball“ statt. 1881 fuhr der erste Sonderzug zur Rottenburger Fasnet. Der Andrang war so groß, dass die Fahrkarten ausgingen und zur Rückfahrt nach Tübingen sogar Vieh- und offene Wagen benützt werden mussten. „Ahland“ wurde 1899 erstmals erwähnt.
1903 wurde die erste Fasnetveranstaltung in der neu errichteten Turn- und Festhalle abgehalten. Im Jahre 1925 traten die ersten Mitglieder der Narrenzunft Rottenburg bei. Die Hauptversammlung der „Vereinigung schwäbisch-alemannischer Narrenzünfte“ (VSAN) fand 1925 in Elzach statt. (1931 stationierte die Vereinigung in Lauffenburg, ein Jahr später in Hechingen.) Im selben Jahr wurde die „Rottenburger Originalmaske“ zum ersten Mal erwähnt, welche später in Ahland umbenannt wurde. Am 1. März 1927 fand der erste große Umzug seit 13 Jahren statt.
1929 wird die Zunft Mitglied bei der „Vereinigung schwäbisch-alemannischer Narrenzünfte“. Die erste Generalversammlung der „Rottenburger Narrenzunft“ fand am 9. Januar 1930 statt. Außerdem wurde die Darstellung der Gräfin Mechthild als fester Bestandteil der Fasnet aufgenommen. Zwei Jahre später trafen sich die Narren in Villingen, Rottweil, Stockach mit der „Rottenburger Originalmaske“. Die Mitgliederzahl der Narrenzunft betrug in diesem Jahr noch 120 Personen. Ein Jahr später konnte sie bereits 400 Mitglieder aufweisen. In den Jahren 1932 und 1933 wurde der Fasnetsumzug verboten. In den darauffolgenden fünf Jahren fanden große Narrenumzüge statt. Der Musikdirektor Karl Bengel komponierte 1939 den „Rottenburger Narrenmarsch“. Aufgrund des Zweiten Weltkriegs ruhte von 1940 bis 1947 jegliches Fasnetstreiben. Der erste Kinderumzug nach dem Zweiten Weltkrieg wurde am 6. Februar 1948 abgehalten.
Mehr als 10.000 Besucher wurden am Sonntagsumzug des 19. Februar 1950 gezählt. Zwei Jahre später fand das Narrentreffen der schwäbisch-alemannischen Narrenzünfte in Rottenburg statt. Insgesamt kamen 30.000 Besucher zum Umzug. Am 23. November 1952 wurde ein Antrag auf Registrierung als „Narrenzunft Rottenburg, Zunft zur Pflege alten Brauchtums e. V.“ gestellt. Zu diesem Zeitpunkt umfasste die Narrenzunft ungefähr 500 Zunftmitglieder. Am 27. Januar 1953 entsprach das Amtsgericht den Antrag vom 23. November 1952, die Narrenzunft wird „e. V.“ 50 registrierte Ahlande. Eugen Schramm dichtete 1954 den Text zum Narrenmarsch: „Fasnet hem-mr, narret sem-mr“. Der Musiker Johannes Czemmel komponierte 1958 Musik zum Ahlandtanz. 1960 fand die Uraufführung des Ahlandtanzes statt. Das Narrentreffen in Rottenburg wurde 1966 abgehalten. 90 000 Besucher nahmen am 5. Februar 1967 am Umzug teil.
1973 entstand ein „Ehgner Ahlands“ (Ur-Pompele). Das geplante Narrentreffen von 1974 wird wegen der Ölkrise abgesagt. Ein Jahr später wurde die erste Zunftmesse in der St.-Moriz-Kirche abgehalten. Am 13. Juni 1977 kauft die Narrenzunft die Gaststätte „Hiller“. Nach und nach wird es zum Zunfthaus umgebaut. Das Pompele wurde am 21. April 1979 als zweiter Schellennarr in der Zunft aufgenommen. 1983 nahm die Narrenzunft Rottenburg beim Carneval in Nizza teil. Wegen des Golf-Krieges fiel 1991 der Fasnet aus. 1996 nahm die Zunft am Carneval in Marseille teil. 2002 entstand eine neue Gruppe der Narrenzunft Rottenburg „Der Fanfarenzug“. Von 24. bis 26. Januar 2003 fand das Narrentreffen Fasnetslandschaft Neckar-Alb in Rottenburg statt.

## Figuren und Gruppen der Narrenzunft

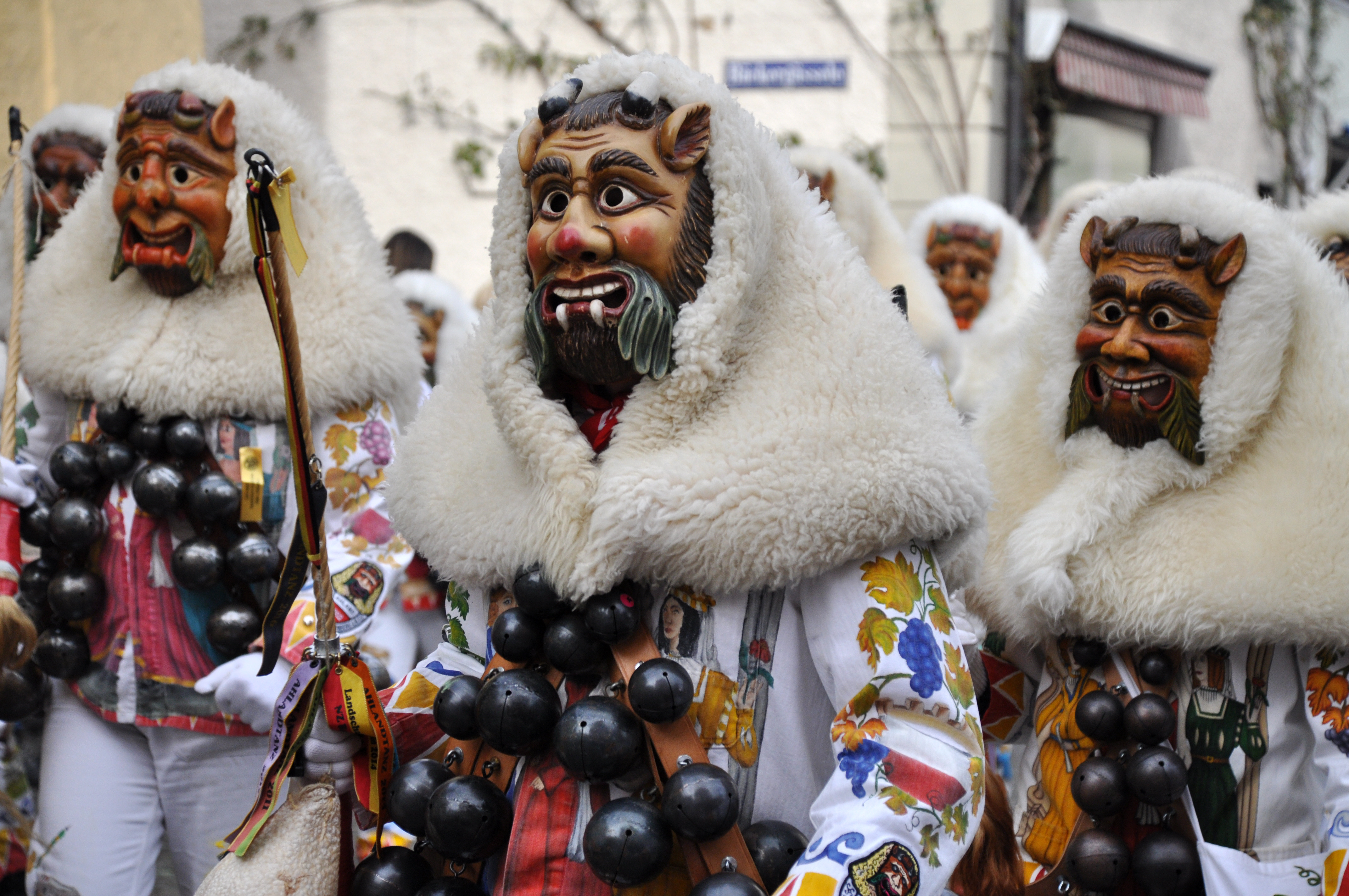
Der Ahland

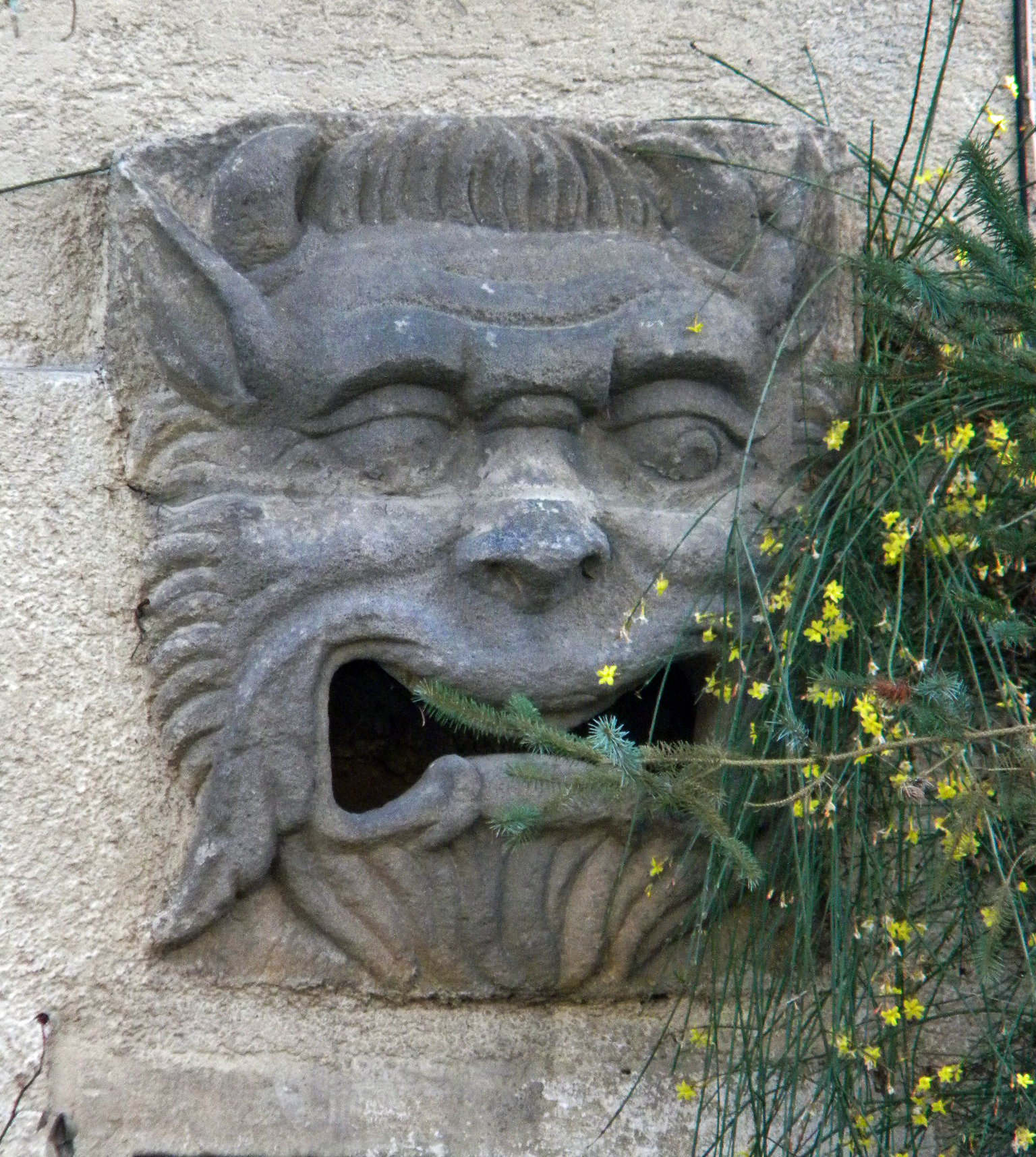
Das Vorbild des Ahland

### Der Ahland
Der Ahland ist in Rottenburg die Hauptfigur der Fasnet. Hierbei handelt es sich um einen klassischen Weißnarr mit kunstvoll gearbeiteter Lindenholzmaske, Lammfellhaube und bis zu sechs Glockensträngen. Der Ahlandtanz ist ein imposanter Schautanz, der in der schwäbisch-alemannischen Fasnet einmalig ist. Die Ahland-Maske entstand um 1550/70 und befand sich ursprünglich an einem größeren Gebäude in Rottenburg, das beim Stadtbrand von 1644 zerstört wurde.
Der Rottenburger Ahland ist eine Teufelsgestalt, die erstmals 1929 in der Rottenburger Fasnet zu sehen war. Als Vorbild für die Larve diente eine Sandsteinfratze, deren Alter und Herkunft umstritten sind. Zunächst hieß diese Narrenfigur „Rottenburger Originalmaske“, erst seit 1950 setzte sich nach und nach die Bezeichnung „Ahland“ durch. In Rottenburg bezeichnete das Wort Aland ursprünglich eine „vermummte Person an der Fastnacht, namentlich ein maskiertes Kind“, „Aland gehen“ stand für „vermummt gehen“, hatte also keinen Bezug zu einer bestimmten Verkleidung, sondern diente als Sammelbegriff für eine Maskierung an sich.
Über die Herkunft des Wortes spekulierte Hermann Fischer in seinem Schwäbischen Wörterbuch: wenn „dieses ganz lokal überlieferte Wort nicht eine specielle Entstehungsursache“ habe, so könnte Aland eine „euphemistische Entstellung“ des mittelhochdeutschen vâlant ('Teufel') sein. In der lokalgeschichtlichen Literatur Rottenburgs wurde diese beiläufig geäußerte Vermutung Fischers dann später ungeprüft als eine Tatsache übernommen. Diese Herleitung ist jedoch aus sprachgeschichtlichen Gründen unmöglich, da ein konsonantischer Anlaut nicht einfach wegfallen kann.
Der Begriff Aland/t bezeichnet zunächst allgemein eine Karpfenfischart, eine würzhaltige Kräuterpflanze, sowie verschiedene europäische Flüsse und ist auch als Familienname verbreitet. Es ist anzunehmen, dass der Familienname jüngeren Datums ist und auf einer der anderen Bedeutungen basiert. Der Flussname Alant geht zurück auf indogermanisch al(a) (Quelle), der zu den Weißfischen gehörende Aland auf Mittelhochdeutsch alant < althochdeutsch alunt < germanisch *alunda, *alundaz < idg. *al-, *alou- (weiß, glänzend), die Pflanze Alant auf germ. *alan (sich nähren), gotisch al-an* (wachsen, sich nähren) < idg. *al- (wachsen, nähren). Zudem kann Alant auch Alaun (Kalium-Aluminium-Sulfat; ein Beizmittel in der Gerberei, Papierleim) bedeuten.
Dies erklärt nun aber nicht, wie Aland in Rottenburg zu einem Synonym für eine vermummte Person werden konnte. Hierzu wäre eine genaue vergleichende Erforschung aller Quellen vor Ort nötig, in denen der Begriff in dieser Bedeutung verwendet wird. Gegen die durchaus denkbare Erklärung, dass der Fisch Aland in Rottenburg als eine besondere Delikatesse am Aschermittwoch galt und sich der Name auf die den Fisch verzehrenden Personen übertrug, spricht, dass dieser Fisch nur im Donaugebiet, in Oberschwaben und am Bodensee Aland hieß, am Neckar aber als Schuepfisch ('Schupp(en)fisch') bezeichnet wurde. Eine andere Möglichkeit wäre, dass sich die Rottenburger in alantleder ('mit Alaun gegerbtes Leder') hüllten und der Name des Stoffes metonymisch auf die den Stoff tragenden Personen überging. Oder sie stellten vielleicht mit ihrer Verkleidung eine stadtbekannte Persönlichkeit mit dem Namen Aland dar. Die Heilpflanze Echter Alant galt im Volksglauben als dämonenabwehrende Pflanze; als Amulett um den Hals getragen sollte sie vor Behexen schützen.

### Rottenburger Stadthexen

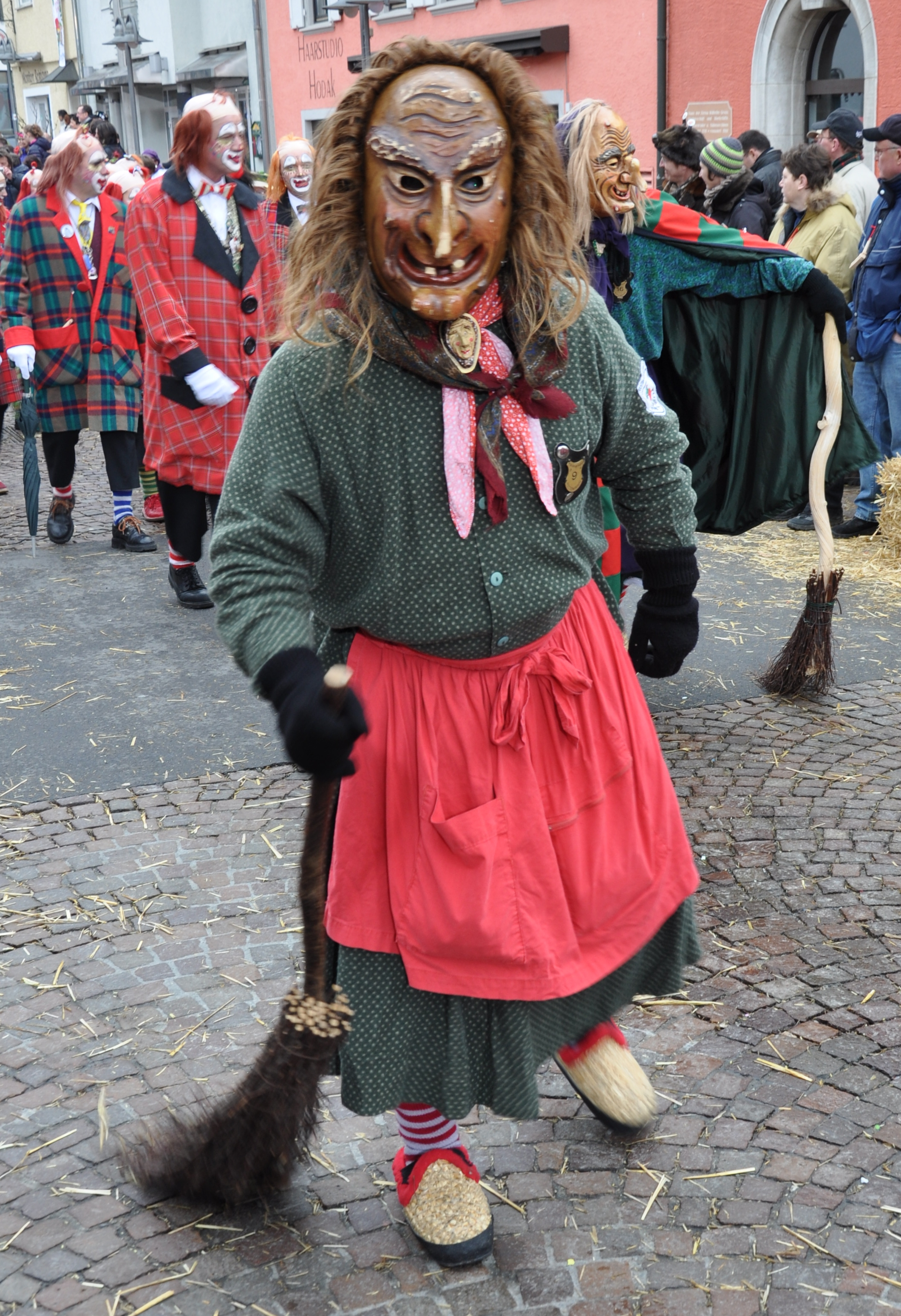
Rottenburger Stadthexe

Die Rottenburger Stadthexen stellen in der Vereinigung Schwäbisch-Alemannischer Narrenzünfte eine Einmaligkeit dar, denn es gibt nur neun Stück mit ihren Beihexen. Zusann die Oberhexe, Doggele die Trinkhexe, Annele und Kätterle die Kesselhexen, Traudele die Feuerhexe, Hulda die Kräuterhexe, Uschel die Zauberhexe, Hannele die Kartenschlägerin und Sybille das Heuberger Hexle.
Die Rottenburger Fasnet leiten die Stadthexen am Abend des Dreikönigstages ein. Da werden sie vom Zeremonienmeister ausgesandt, um „Abzustauben“ das mit allerlei Ulk und Spuk verbunden ist. Ein wesentlicher Bestandteil ist am Abend des Schmotzigen Donnerstag der Hexentanz auf dem Marktplatz, ein schaurig-schönes Schauspiel.

### Das Pompele

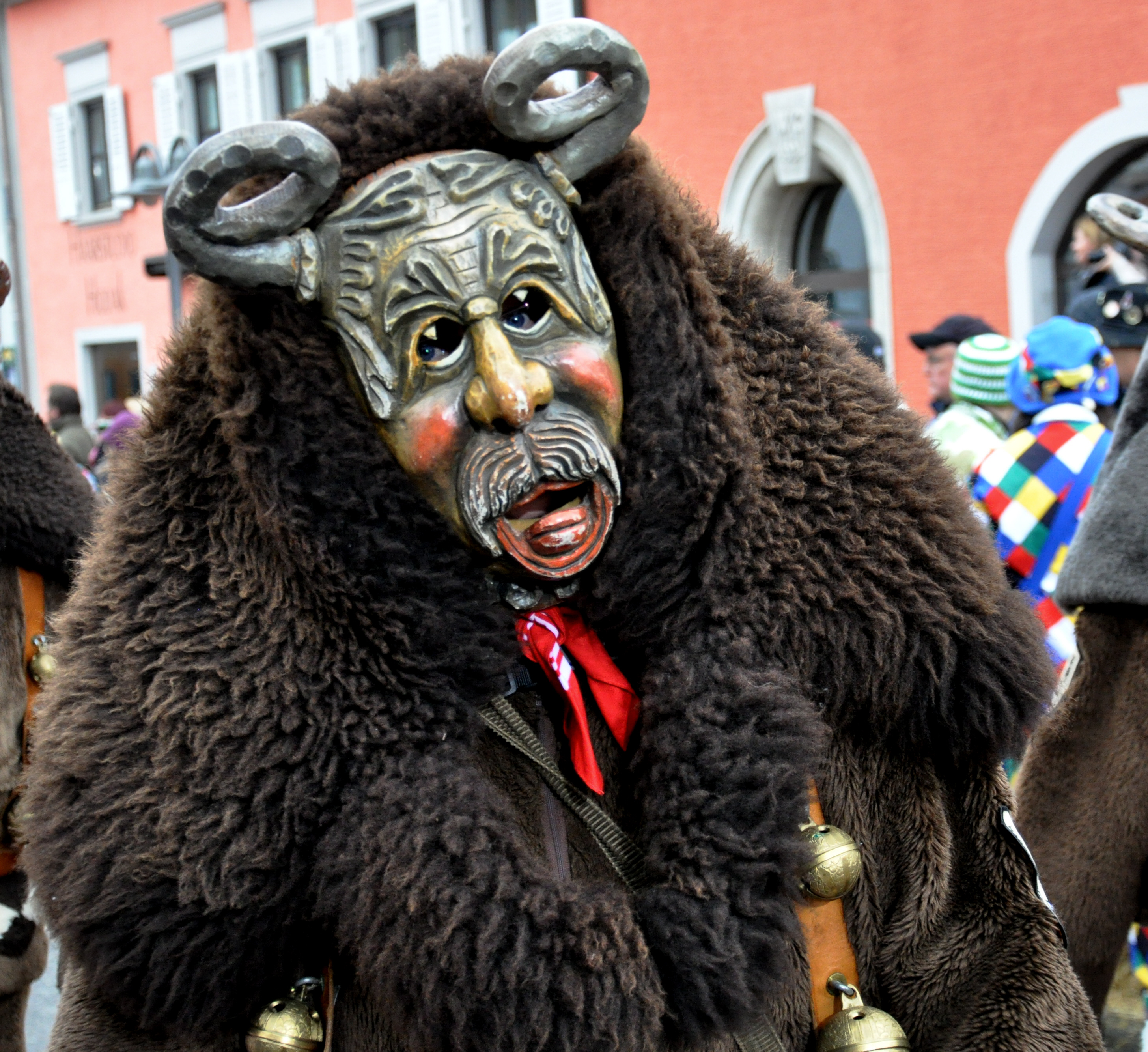
Pompele

Als Vorlage für die aus Lindenholz geschnitzte Holzmaske diente die bei Bauarbeiten beim Pulverturm im Stadtteil Ehingen gefundene Renaissance-Steinmaske. Das „Pompele“ unterscheidet sich vom Ahland durch die Grundfarbe im Häs und durch ausgeprägtere Gesichtszüge, feine Verzierungen und vor allem durch die Widderhörner an der Maske. Als Larvenhaube tragen die „Pompele“ ein schwarzes Lammfell, Kittel und Hose bestehen aus braunem, fellartigen Stoff. Ein Geschell aus Bronzeglocken sorgt für die akustische Auffälligkeit. In der Hand trägt das Pompele den „Klöpfer“, einen geschlossenen Resonanzkasten mit innenliegendem Pleuel und grünem Handgriff. Auf der einen Seite ist der Resonanzkörper mit Ornamenten bemalt, auf der anderen Seite sind die Anfangsbuchstaben des Trägers, sowie seine Mitgliedsnummer bei der Pompelegruppe aufgemalt.

### Der historische Teil

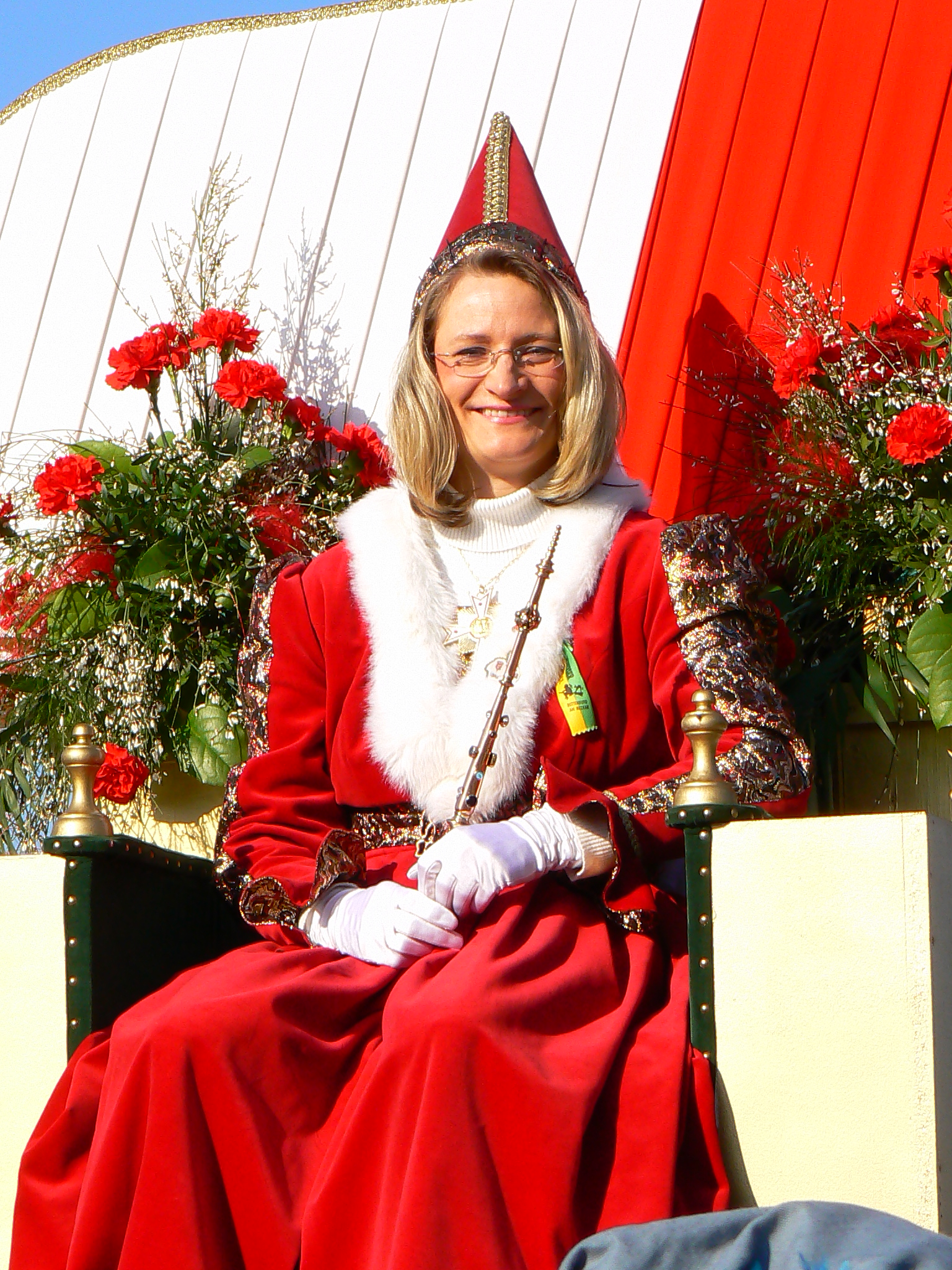
Gräfin Mechthild

Rottenburg dürfte wohl die einzige Narrenstadt sein, die während ihrer tollen Fasnetstage von „nur“ einer Frau regiert wird. In ihr feiert die Gräfin Mechthild (Mechthild von der Pfalz), die einstige Regentin Österreichs im Rottenburger Land (1454–1483), für kurze Zeit Wiederkehr. Das Fräulein von Österreich hielt dazumal in Rottenburg „große Höf und köstliche Vasnachten“, wie es in der Zimmerschen Chronik* vom Ende des 16. Jahrhunderts heißt, „dabei einstmals ein groß Rennen und Stechen auf dem Markt“ *(Zimmerische Chronik).
Am „Schmotzigen Dausteg“ verkündet die Gräfin Mechthild, verkörpert durch eine Rottenburger Bürgerin, vom Balkon des Rottenburger Rathauses ihren Untertanen, dass die Fasnet eröffnet ist. Dem Hofnarr "Halberdrein" übergibt sie die Schlüssel der Stadt als Symbol. Von da an regiert in Rottenburg die Narretei bis Aschermittwoch.

### Die Laufnarren

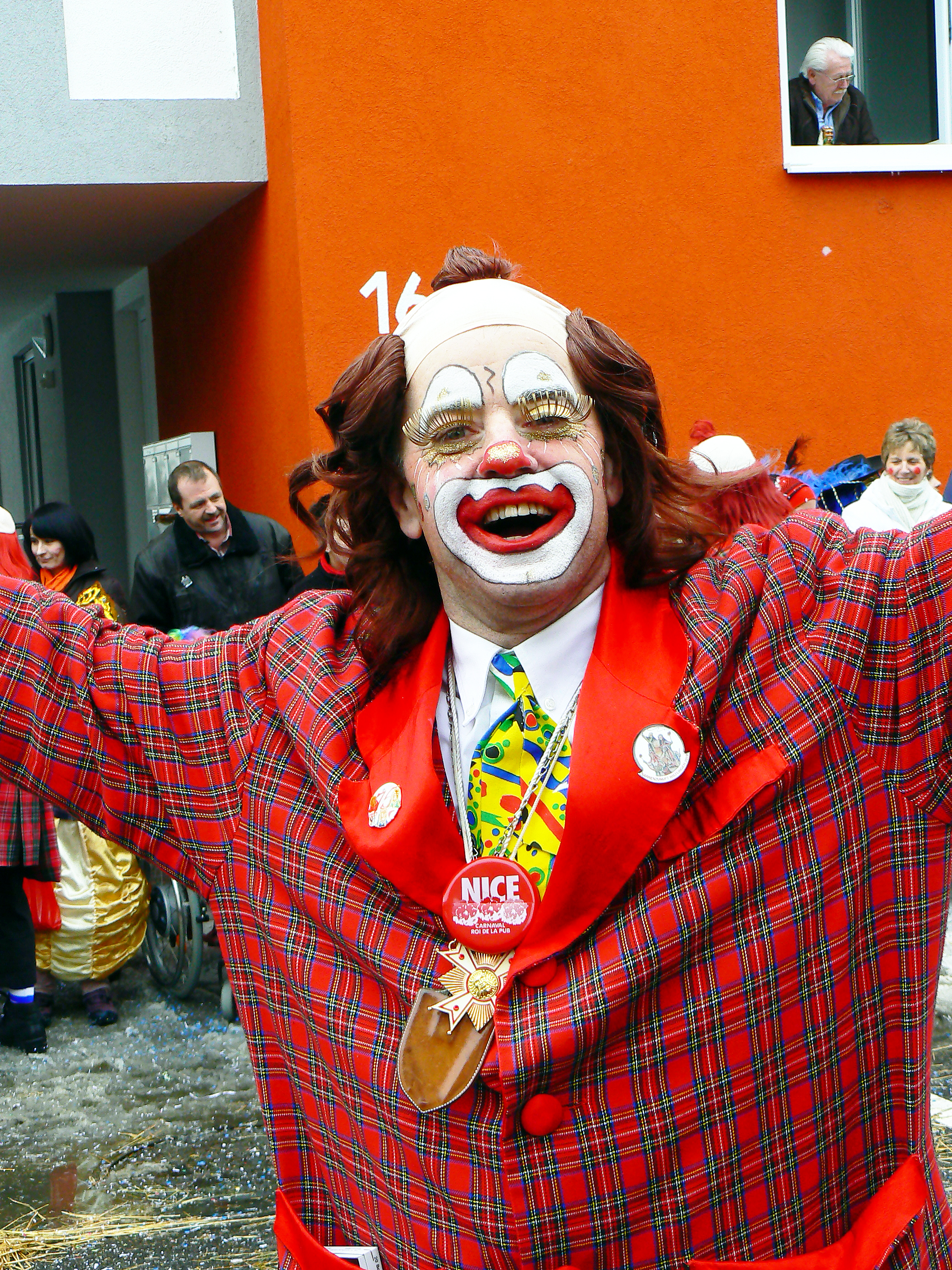
Laufnarr

Sie sind weder „Weiß-Clowns“ noch „Circus-Clowns“. Die Laufnarren der Zunft suchen und finden ihre Tradition in der Figur von Gräfin Mechthilds neckisch frivolem Ofenheizer Halberdrein. Dieser Hofnarr unterhielt nicht nur den Hof, sondern auch die Bürger auf dem Marktplatz. In Rottenburg sind diese Narren auch unter dem Namen „Bogges“ bekannt.

### Der Fanfarenzug
Der Fanfarenzug Rottenburg (gegründet 2002, in die Narrenzunft als Gruppe übernommen 2003) spielt mit reinen Naturtoninstrumenten. In der Praxis heißt das, dass keine Ventile an den Blasinstrumenten sind. Alle Töne werden durch Veränderung der Lippenstellung geformt. Dazu kommen noch originale Landsknechtstrommeln. Die Kostüme sind detailgetreue Landsknechtsuniformen des 16. Jahrhunderts, in den Stadtfarben rot und weiß. Mit Naturtonfanfaren und Landsknechtstrommeln kündigt der Fanfarenzug in historischen Landsknechtsuniformen die Gräfin Mechthild und den historischen Teil an. Als einzige Gruppe der Narrenzunft tritt der Fanfarenzug auch außerhalb der Fasnet auf.

## Die Rottenburger Fasnet
- Die Rottenburger Fasnet beginnt am Abend des Dreikönigstag mit dem Abstauben der Masken.
- Am Schmotzigen Donnerstag startet die Hauptfasnet mit der Proklamation und Verkündigung der Narrenfreiheit durch „Gräfin Mechthild“. Danach traditioneller Hexentanz mit anschließender Vertreibung durch die Ahlande.
- Fasnetsfreitag: Seniorenfasnet
- Fasnetssamstag: Zunftmesse, anschließend Straßenfasnet
- Fasnetsonntag: Großer Fasnets-„Ommzug“
- Fasnetsmontag: Narrensamenumzug mit anschließender Narrensamenfütterung (Kinderfasnet)
- Verschiedene närrische Veranstaltungen in der Festhalle
- Fasnet live: Im Zunfthaus
- Fasnetsdienstag: Ahlandtaufe, abends Fasnetsverbrennung